# Plagiognathus urticae
Plagiognathus urticae är en insektsart som beskrevs av Knight 1964. Plagiognathus urticae ingår i släktet Plagiognathus och familjen ängsskinnbaggar. Inga underarter finns listade i Catalogue of Life.